# Wincenty z Kielczy
Wincenty z Kielczy (Kielce, 1200 circa – Cracovia, dopo il 1262) è stato un compositore e poeta polacco che scrisse in lingua latina. Apparteneva all'ordine dei domenicani e fu canonico di Cracovia. È famoso per aver scritto il popolare inno Gaude Mater Polonia.

## Biografia

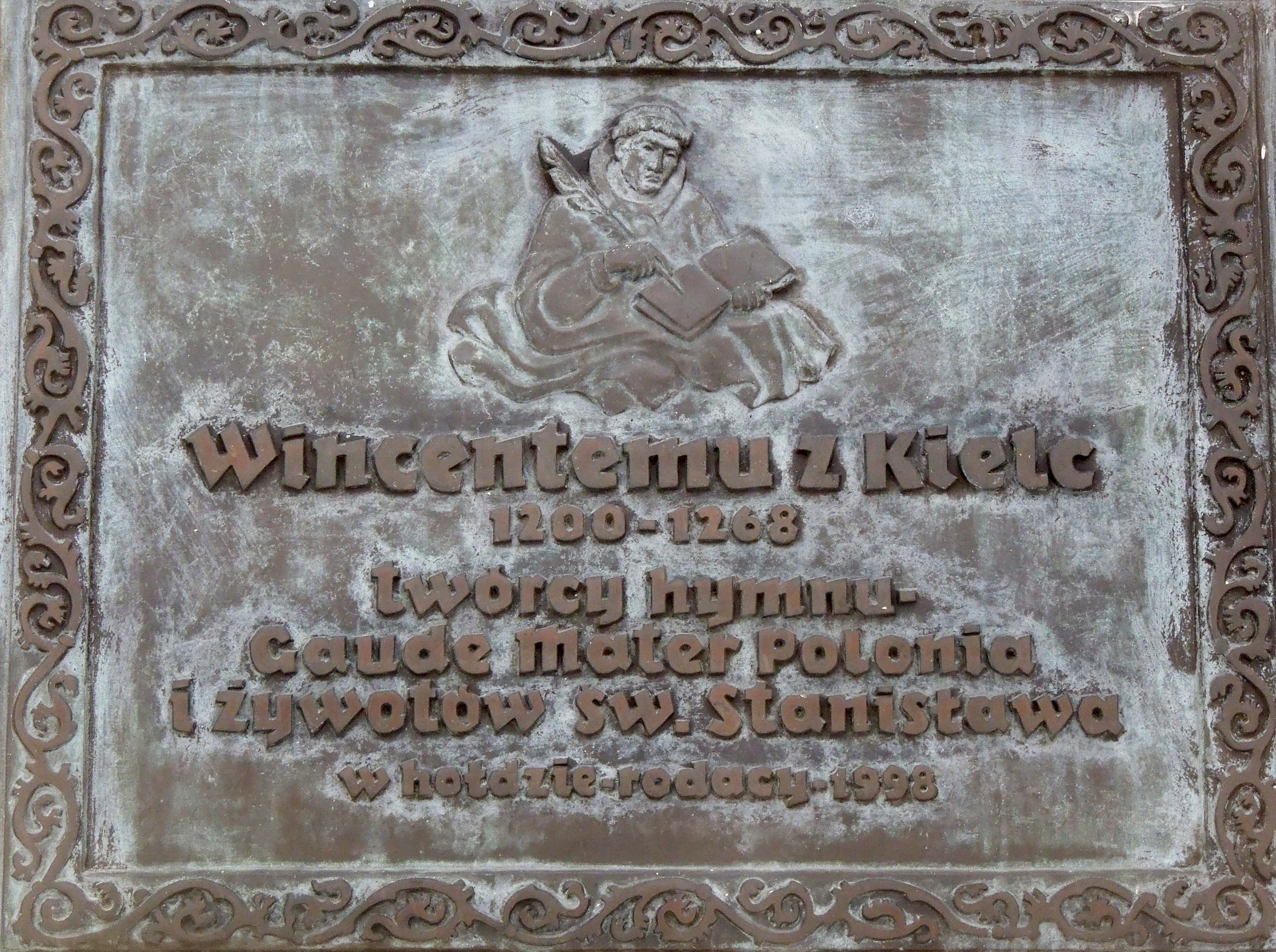
Wincenty z Kielczy

Sembra fosse nativo della Slesia anche se sono in corso polemiche sul suo luogo della sua nascita - alcuni storici considerano la storiografia antica e sostengono fosse di Kielce, e altri (per esempio, il prof. Gerard Labuda) propendono per la provenienza dalla città di Kielcza vicino a Strzelce Opolskie nel voivodato di Opole. Gli storici moderni tendono generalmente verso la seconda opzione.
Intorno al 1222 divenne cappellano del vescovo di Cracovia Iwo Odrowąż e nel 1257 canonico di Cracovia.
Fu autore di due biografie di Stanislaw Szczepanowski - Vita minor e Vita maior, partecipando alla causa di canonizzazione avvenuta nel 1253. Vita minor era propedeutica agli obiettivi della canonizzazione mentre Vita Maior venne scritta diversi anni dopo la canonizzazione di San Stanislao e sottolineava la sua importanza nella storia polacca e aveva un significato politico e ideologico.

## Musica
Egli fu anche il primo compositore polacco di cui si ha notizia. Fu soprattutto un autore di testi e musica scritti accanto alla Vita minor sulla storia di san Stanislao. La sua composizione più nota è l'inno Gaude Mater Polonia (Rallegrati Madre Polonia), un canto gregoriano di valore patriottico.
| Controllo di autorità | VIAF (EN) 366049 · ISNI (EN) 0000 0001 1034 8332 · CERL cnp00167503 · Europeana agent/base/9576 · LCCN (EN) nr2001037966 · GND (DE) 100969631 · BNE (ES) XX827642 (data) · BNF (FR) cb15586807f (data) · J9U (EN, HE) 987007270062105171 · CONOR.SI (SL) 146399587 |